# Mima Ito
Mima Ito (n. 21 octombrie 2000, Iwata, Japonia) este o jucătoare de tenis de masă ce a reprezentat Japonia, medaliată olimpică. A participat la 2 ediții ale Jocurilor Olimpice (2016, 2020) în care a câștigat o medalie de aur și o medalie de bronz.